# Bistum Mohale’s Hoek
Das Bistum Mohale’s Hoek (lateinisch Dioecesis Mohaleshoekensis) ist eine römisch-katholische Diözese in Mohale’s Hoek in Lesotho.
Das Bistum wurde am 10. November 1977 aus der damaligen Diözese Maseru heraus gegründet. Es ist dem Erzbistum Maseru als Suffraganbistum unterstellt.

## Bischöfe
- Sebastian Koto Khoarai OMI, 1977–2014, ab 2017 Kardinalpriester
- John Joale Tlhomola SCP, seit 2014